# ФК Атлетик (Каблешково)
ФК Атлетик (Каблешково) е футболен клуб от град Каблешково, област Бургас.

## История
Клубът е създаден през декември 2018 г. Основатели на клуба са Яни Илиев и Николай Кръстев. Включва се в първенства под егидата на БФС през сезон 2019/2020. Още в дебютният си сезон печели промоция за А ОФГ - Бургас. 

През април 2022 г. клубът е изваден от системата на БФС, заедно с други 103 клуба.
Клубът е закрит на 10 януари 2023 г. 

## Сезони
| Сезон   | Име                  | Група                     | Място | Забележка                                    |
| ------- | -------------------- | ------------------------- | ----- | -------------------------------------------- |
| 2019/20 | Атлетик (Каблешково) | „Б“ ОГ Централна подгрупа | 2/9   | Сезонът не завършва.                         |
| 2020/21 | Атлетик (Каблешково) | „А“ ОГ Бургас             | 15/16 |                                              |
| 2021/22 | Атлетик (Каблешково) | „Б“ ОГ Централна подгрупа | 3/8   | Клубът е изваден.                            |
| 2022/23 | Атлетик (Каблешково) | „Б“ ОГ Централна подгрупа | 8/10  | На полусезона клубът престава да съществува. |

## Купа на АФЛ
| Сезон   | Турнир      | Етап                       | Отбор           | Резултат |
| ------- | ----------- | -------------------------- | --------------- | -------- |
| 2019/20 | Купа на АФЛ | Област Бургас / 1/4 финали | Камено (Камено) | 2:4      |

## Купа на България
| Сезон   | Турнир           | Етап                       | Отбор                 | Резултат |
| ------- | ---------------- | -------------------------- | --------------------- | -------- |
| 2020/21 | Купа на България | Област Бургас / 1/2 финали | Свети Никола (Бургас) | 0:9      |

## Други спортове
През 2020 г. дебютира и на държавното първенство по плажен футбол (Първа лига Beach Soccer).